# Himertosoma rutshuruense
Himertosoma rutshuruense là một loài tò vò trong họ Ichneumonidae.